# Ya'acov Dorchin

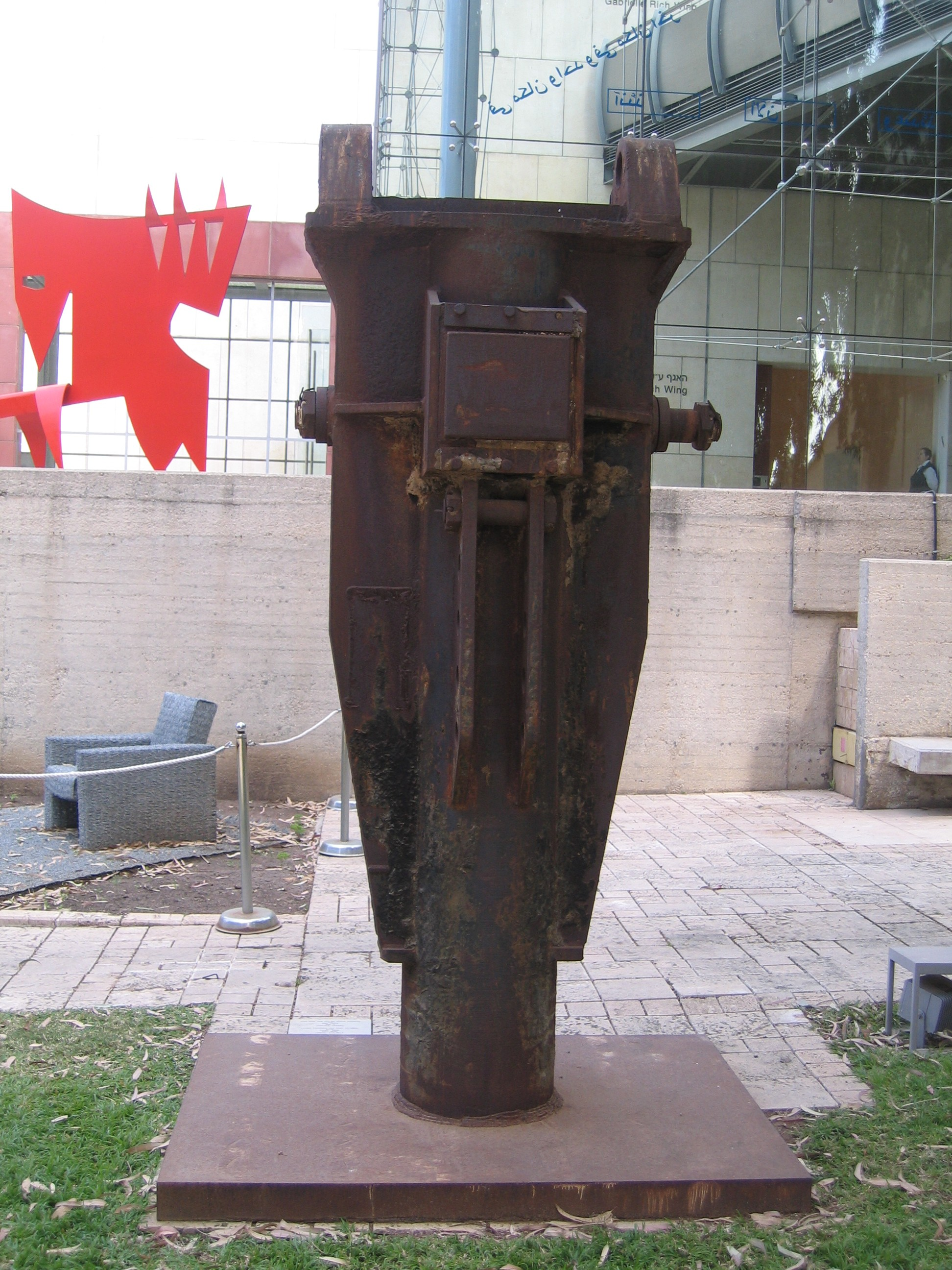
Angel (1993) The Lola Beer Ebner Sculpture Garden

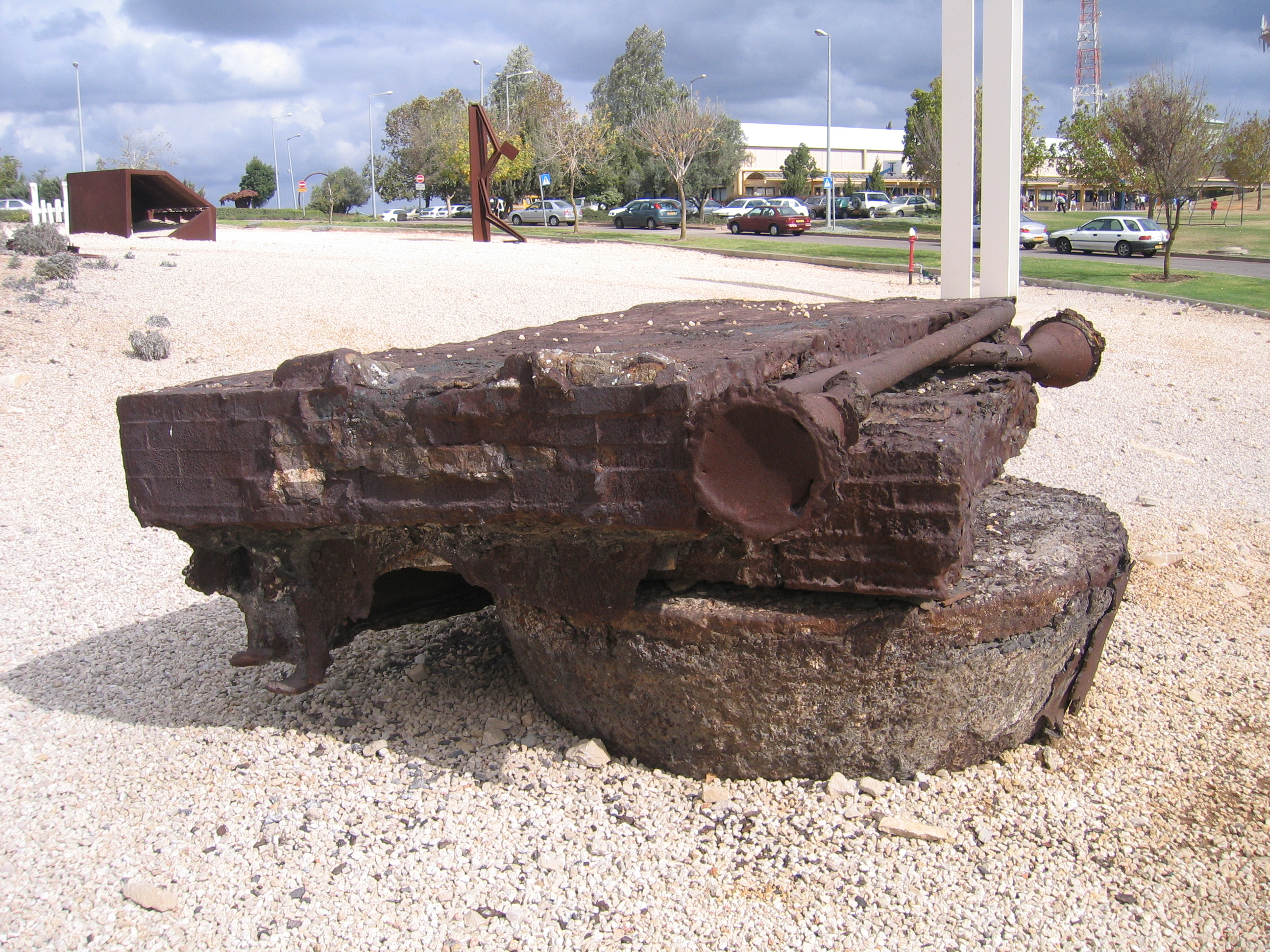
Tuba Merum (1994) Tefen Sculpture Garden

Ya'acov Dorchin (Haifa, 1946) is een Israëlische beeldhouwer en schilder.

## Biografie
Dorchin begon al vroeg in zijn jeugd te schilderen en maakte meestal landschappen in de omgeving van het Karmelgebergte. Na zijn diensttijd in het Israëlische leger was hij een korte periode zowel werkzaam als visser als dakdekker om in zijn levensonderhoud te voorzien. In 1967 vestigde hij zich in een kibboets, waar hij naast agrarische arbeid, de kans kreeg een atelier in te richten.
Hij legde zich zowel toe op het vervaardigen van schilderijen als sculpturen. De laatste vooral door de toepassing van de zogenaamde assemblage-methode, het samenvoegen van verschillende, vooral gevonden, materialen tot één geheel. Vanaf de tachtiger jaren gaat Dorchin over tot het voornamelijk toepassen van metaal bij het creëren van zijn sculpturen.
Vanaf die tijd ging hij ook beeldhouwkunst doceren aan het Oranim Academic College. 
Sinds 1991 is hij hoogleraar aan de afdeling Fine Arts van de Haifa University in Haifa.

## Exposities
Sinds 1969 stelde Dorchin zijn werken, schilderijen en beelden, tentoon. Eerst alleen in Israël, later ook in de Verenigde Staten, Europa en Japan.
Zijn werken worden onder andere permanent geëxposeerd in:
- het Tel Aviv Museum of Art
- het The Lola Beer Ebner Sculpture Garden
- de Tel Aviv University Campus
- de Tefen Sculpture Garden in West-Galilea
- in Haifa en Kfar Giladi in Noord-Israël

- Bibliothèque nationale de France: cb15001341h (data)
- Gemeinsame Normdatei: 128800577
- Information Center for Israeli Art: 273181
- International Standard Name Identifier: 0000 0000 8092 9522
- Library of Congress Control Number: nr89017847
- Nationale Bibliotheek van Israël: 987007260424105171
- RKD-Nederlands Instituut voor Kunstgeschiedenis: 252414
- Système universitaire de documentation: 109090500
- Union List of Artist Names: 500193104
- Virtual International Authority File: 13371192
- WorldCat: E39PBJx4rB8KBMFDXqhW374yVC